# Echoes (Young Guns)
Echoes è il quarto album in studio del gruppo rock britannico Young Guns, pubblicato nel 2016.

## Tracce
1. Bulletproof – 3:05
2. Echoes – 3:26
3. Careful What You Wish For – 3:29
4. Paranoid – 3:13
5. Mad World – 2:54
6. Awakening – 3:52
7. Living In a Dream Is So Easy – 3:20
8. Buried – 3:21
9. Mercury In Retrograde – 3:21
10. Paradise – 3:31
11. Afterglow – 3:50

## Formazione
- Gustav Wood – voce
- Fraser Taylor – chitarra
- John Taylor – chitarra
- Simon Mitchell – basso
- Chris Kamrada - batteria, percussioni